# Malena Teigeiro
Malena Teigeiro (Almeiras, 1945) es una escritora y política española del Partido Liberal.  

## Biografía
Nació en Almeiras, una aldea cercana a La Coruña, en el de seno de una familia de Galicia muy tradicional.  Después de terminar sus estudios, trabajó en el Ayuntamiento y en la Asamblea de Madrid. 
Con la llegada a la democracia entró a participar en el Partido Liberal, presentándose a las elecciones municipales de 1983 en Algete, Madrid. Fue nombrada concejal de Cultura, Servicios Sociales y Deportes. En 1986 fue nombrada concejal de Industria, Sanidad y Servicios Sociales y es en 1991 cuando fue elegida como alcalde, cargo que ocupa durante otros cuatro años. 
Colabora como profesional libre en diferentes empresas, siendo de destacar su trabajo durante el juicio del 23 F. 
Una grave enfermedad la obligó a dejar su vida laboral y política. A partir de ese momento, comenzó a escribir.
En 2009 recibe la medalla Medalla de Oro del Ayuntamiento de Algete por su trabajo como Alcalde durante los años 1991-1995.
Años más tarde, y debido al alzheimer que sufre su marido, se reincorpora al trabajo presidiendo las empresas familiares, trabajo que, día a día, compatibiliza con su gran pasión: la escritura.

## Obra
Ha publicado cuentos en libros, revistas y blogs.
En 2011 publicó su primera novela: Una tumba sin nombre, ni cruz, ni luz de luna en Chiado Editorial ambientada en Galicia.
En 2012 fue finalista en el Premio internacional de literatura taurina Hemingway 2012, con el cuento "La inverosímil historia del toro Tempranillo, la Concejal doña Antonia y Lauri, el ujier soñador".
Gracias a Clara Obligado, conoce a un grupo de escritoras con las que creó en 2015 Nuevo Akelarre Literario, revista mensual en la que publican relatos y cuentos.
En 2017 publicó en Español y en gallego, "La historia de Leticia, Pancho y la mar salada". 
En 2019 ganó el certamen Morriña da Frouxeira con el cuento "La boda de Aldara".
En 2021 publicó "Churros, chocolate y pincho de tortilla.", obra divertida, a veces hilarante, que narra las peripecies de una concejal y sus ayudantes en un pequeño pueblo castellano.
En 2022 publica "Cuarenta asesinatos ejemplares". Un indudable homenaje a Max Aub, en el que impregnados de humor negro, y a través de las memorias apócrifas de un juez, nos relata cuarenta asesinatos.
En 2023 Publica la "Colección Goliath". Doce cuentos infantiles que a través de varios años escribió para sus nietos.
En 2023 publica La discreta vida de Mister Donovan, una atractiva novela en donde sus personajes principales son hombres. Sus páginas están llenas de aventuras, de reflexión y de análisis de la personalidad de sus personajes.
En 2024 Con su novela La casa de la calle Papagayo, número 5, gana el II Premio de novela "Ramón Hernández". 
Carmela, el personaje principal de esta novela, escrita con acierto, agilidad y detalle, convierte en una obsesión la búsqueda de la fortuna hasta el punto de luchar sin escrúpulos con tal de lograr su sueño.